# ياكوزا 6: أغنية الحياة
ياكوزا 6: أغنية الحياة (بالإنجليزية: Yakuza 6: The Song of Life)‏ (باليابانية: لا نص ياباني بالروماجي: 龍が如く6 命の詩。)، هي لعبة فيديو إلكترونية من نوع أكشن ومغامرات، وهي الجزء السادس من السلسلة الرئيسية للعبة ياكوزا، يعمل حصراً لنظام بلاي ستيشن 4.